# Iosîpivka, Stara Sîneava
Iosîpivka (în ucraineană Йосипівка) este un sat în așezarea urbană Stara Sîneava din regiunea Hmelnîțkîi, Ucraina.

## Demografie
Componența lingvistică a localității Iosîpivka
     Ucraineană (98,64%)
     Rusă (1,36%)
Conform recensământului din 2001, majoritatea populației localității Iosîpivka era vorbitoare de ucraineană (98,64%), existând în minoritate și vorbitori de rusă (1,36%).